# Ауле, Эдуард
Эдуард Георг Ауле (Eduard Georg Aule) (28 декабря 1878, Кабальское поместье, Вильяндиский уезд — 7 марта 1947, Гослар) — эстонский политик и финансист, президент Банка Эстонии (1921—1925).
Учился в домашней школе поместья, в церковной школе Виру-Нигула, в Тартуском реальном училище, в 1902 году окончил торговое отделение Рижского политехнического института.
Управляющий Тартуского Эстонского ссудно-сберегательного общества (1902—1907), управляющий Тартуского союза взаимного кредита (1907—1908). Работал в нескольких других компаниях, преподавателем и директором Тартуского коммерческого училища. Избирался депутатом Тартуской городской думы.
Спортсмен, инициатор строительства теннисных кортов в Таллине и Тарту в 1909—1914 годах.
В 1917—1919 гг. член Временного уездного совета Эстонской губернии и Эстонского Учредительного собрания, комиссар счётной палаты Министерства финансов, с 6 февраля по 8 мая 1919 года — министр общественного питания Эстонии.
Заместитель президента (1919—1921), президент Банка Эстонии (1921—1925).
В 1925—1928 годах директор Пыхья Банка, в 1928—1932 годах директор Кредит-банка. Затем — член правления различных коммерческих банков.
В 1941 году уехал в Германию, но затем вернулся. Во время немецкой оккупации в 1942—1944 годах работал в Таллине в Экономическом и финансовом управлении Эстонского самоуправления. В 1944 году снова уехал в Германию.
В 1905 году женился на Алине Йених из Ливонии. Дети: дочь Рут Мэри (умерла в 2000 году) и сыновья Ильмар, Эрик, Олаф и Олгред (1916—2015).
В 1995 году его прах, прах его жены и их сына Ильмара был захоронен в Таллине на кладбище Рахумяэ.